# (3171) Wangshouguan
(3171) Wangshouguan ist ein Asteroid des Hauptgürtels, der am 19. November 1979 am Purple-Mountain-Observatorium in Nanjing entdeckt wurde. 
Der Asteroid ist nach dem chinesischen Astronomen Wang Shouguan (1923–2021) benannt.